# Shout! Shout! (Knock Yourself Out)
Shout! Shout! (Knock Yourself Out) est une chanson écrite en 1962 par Ernie Maresca et Thomas F. Bogdany dont Maresca est l'interprète original.
En France, le titre sera notamment repris par les Chaussettes Noires et les Forbans.

## Version de Ernie Maresca
En 1961, Ernie Maresca signe avec le label new-yorkais Seville.
Certain de ne pas être un bon chanteur, il est toutefois contractuellement obligé de chanter et écrit le titre avec son ami Bogdany dans un bar de Manhattan. Maresca propose une démo à Marvin Holtzman et se retrouve la semaine suivante en studio.
Les chœurs sont enregistrés par les Del-Satins (en) que l'on avait déjà entendus avec le chanteur Dion, dont plusieurs titres ont été écrits par Maresca (Runaround Sue, The Wanderer). La chanson fait d'ailleurs référence au titre Runaround Sue dans son deuxième couplet : "Hey, play another song like 'Runaround Sue', let's do a dance that we all can do."
Le titre sort avec la référence 45-117 et obtient la 6ème place au Billboard Hot 100 en 1962.
| Classement (1962)              | Position |
| ------------------------------ | -------- |
| États-Unis (Billboard Hot 100) | 6        |
| États-Unis (Billboard R&B)     | 25       |

| Classement annuel 1962 | Position |
| ---------------------- | -------- |
| États-Unis             | 49       |

## Reprises
Plusieurs groupes ont repris le titre, dont les Equals sur leur album Rock around the clock vol.1.
Le groupe Rocky Sharpe and the Replays (en) enregistre une version en 1981 et atteint la 19ème position au UK Singles Chart en 1982.

### Adaptations en langues étrangères
| Année | Langue      | Titre                              | Adaptation             | Interprète(s)                      |
| ----- | ----------- | ---------------------------------- | ---------------------- | ---------------------------------- |
| 1962  | Allemand    | Schaut, Schaut Das Ist Meine Braut | Gerard & Gordan        | Fredy Brock und Seine Twist-Makers |
| 1962  | Français    | Shout Shout                        | André Salvet           | Les Chaussettes noires             |
| 1982  | Français    | Chante                             | Albert Kassabi         | Les Forbans, Chorus Meps (1996)    |
| 2010  | Néerlandais | Shout! Shout!                      | Wim Leys, Jan Blaimont | Wim Leys                           |